# Оскар (кинопремия, 1984)
56-я церемония вручения наград премии «Оскар» за заслуги в области кинематографа за 1983 год состоялась 9 апреля 1984 года в Dorothy Chandler Pavilion (Лос-Анджелес, Калифорния). Номинанты были объявлены 16 февраля 1984 года.

## Фильмы, получившие несколько номинаций
| Фильм                                           | номинации | победы |
| ----------------------------------------------- | --------- | ------ |
| • Язык нежности                                 | 11        | 5      |
| • Парни что надо                                | 8         | 4      |
| • Фанни и Александр                             | 6         | 4      |
| • Нежное милосердие                             | 5         | 2      |
| • Йентл                                         | 5         | 1      |
| • Костюмер                                      | 5         | 0      |
| • Силквуд                                       | 5         | 0      |
| • Танец-вспышка                                 | 4         | 1      |
| • Звёздные войны. Эпизод VI: Возвращение джедая | 4         | 0 + 1  |
| • Кросс-Крик                                    | 4         | 0      |
| • Большое разочарование                         | 3         | 0      |
| • Воспитание Риты                               | 3         | 0      |
| • Военные игры                                  | 3         | 0      |
| • Рубен, Рубен / Reuben, Reuben                 | 2         | 0      |
| • Зелиг                                         | 2         | 0      |

## Список лауреатов и номинантов
★ Победители выделены отдельным цветом. 

### Основные категории
| Категории                         | Лауреаты и номинанты                                                           | Лауреаты и номинанты |
| --------------------------------- | ------------------------------------------------------------------------------ | --- |
| Лучший фильм                      | ★ Язык нежности / Terms of Endearment (продюсер: Джеймс Л. Брукс)              | ★ Язык нежности / Terms of Endearment (продюсер: Джеймс Л. Брукс)                                                        |
| Лучший фильм                      | • Большое разочарование / The Big Chill (продюсер: Майкл Шамберг)              | |
| Лучший фильм                      | • Костюмер / The Dresser (продюсер: Питер Йетс)                                | |
| Лучший фильм                      | • Парни что надо / The Right Stuff (продюсеры: Ирвин Уинклер и Роберт Чартофф) | |
| Лучший фильм                      | • Нежное милосердие / Tender Mercies (продюсер: Филип Хобел)                   | |
| Лучший режиссёр                   | Джеймс Л. Брукс                                                                | ★ Джеймс Л. Брукс за фильм «Язык нежности»                                                                               |
| Лучший режиссёр                   | Джеймс Л. Брукс                                                                | • Питер Йетс — «Костюмер»                                                                                                |
| Лучший режиссёр                   | Джеймс Л. Брукс                                                                | • Ингмар Бергман — «Фанни и Александр»                                                                                   |
| Лучший режиссёр                   | Джеймс Л. Брукс                                                                | • Майк Николс — «Силквуд»                                                                                                |
| Лучший режиссёр                   | Джеймс Л. Брукс                                                                | • Брюс Бересфорд — «Нежное милосердие»                                                                                   |
| Лучший актёр                      | Роберт Дюваль                                                                  | ★ Роберт Дюваль — «Нежное милосердие» (за роль Мака Следжа)                                                              |
| Лучший актёр                      | Роберт Дюваль                                                                  | • Майкл Кейн — «Воспитание Риты» (за роль Фрэнка Брайанта)                                                               |
| Лучший актёр                      | Роберт Дюваль                                                                  | • Том Конти — «Рубен, Рубен» (за роль Гоуэна МакГлэнда)                                                                  |
| Лучший актёр                      | Роберт Дюваль                                                                  | • Том Кортни — «Костюмер» (за роль Нормана)                                                                              |
| Лучший актёр                      | Роберт Дюваль                                                                  | • Альберт Финни — «Костюмер» (за роль «Сэра»)                                                                            |
| Лучшая актриса                    |                                                                                | ★ Ширли Маклейн — «Язык нежности» (за роль Авроры Гринуэй)                                                               |
| Лучшая актриса                    | • Джейн Александер — «Завещание» (за роль Кэрол Уэтерли)                       | |
| Лучшая актриса                    | • Мерил Стрип — «Силквуд» (за роль Карен Силквуд)                              | |
| Лучшая актриса                    | • Джули Уолтерс — «Воспитание Риты» (за роль Сьюзен «Риты» Уайт)               | |
| Лучшая актриса                    | • Дебра Уингер — «Язык нежности» (за роль Эммы Гринуэй Хортон)                 | |
| Лучший актёр второго плана        |                                                                                | ★ Джек Николсон — «Язык нежности» (за роль Гарретта Бридлава)                                                            |
| Лучший актёр второго плана        | • Чарльз Дёрнинг — «Быть или не быть» (за роль полковника Эрхардта)            | |
| Лучший актёр второго плана        | • Джон Литгоу — «Язык нежности» (за роль Сэма Бёрнса)                          | |
| Лучший актёр второго плана        | • Сэм Шепард — «Парни что надо» (за роль Чака Йегера)                          | |
| Лучший актёр второго плана        | • Рип Торн — «Кросс-Крик» (за роль Марша Тёрнера)                              | |
| Лучшая актриса второго плана      |                                                                                | ★ Линда Хант — «Год опасной жизни» (за роль Билли Квана)                                                                 |
| Лучшая актриса второго плана      | • Шер — «Силквуд» (за роль Долли Пелликер)                                     | |
| Лучшая актриса второго плана      | • Гленн Клоуз — «Большое разочарование» (за роль Сары Купер)                   | |
| Лучшая актриса второго плана      | • Эми Ирвинг — «Йентл» (за роль Хадасс)                                        | |
| Лучшая актриса второго плана      | • Элфри Вудард — «Кросс-Крик» (за роль Гичи)                                   | |
| Лучший оригинальный сценарий      |                                                                                | ★ Хортон Фут — «Нежное милосердие»                                                                                       |
| Лучший оригинальный сценарий      | • Лоуренс Кэздан и Барбара Бенедек — «Большое разочарование»                   | |
| Лучший оригинальный сценарий      | • Ингмар Бергман — «Фанни и Александр»                                         | |
| Лучший оригинальный сценарий      | • Нора Эфрон и Элис Арлен — «Силквуд»                                          | |
| Лучший оригинальный сценарий      | • Лоуренс Ласкер и Уолтер Ф. Паркес — «Военные игры»                           | |
| Лучший адаптированный сценарий    | Джеймс Л. Брукс                                                                | ★ Джеймс Л. Брукс — «Язык нежности» (по одноимённому роману Ларри Макмертри)                                             |
| Лучший адаптированный сценарий    | Джеймс Л. Брукс                                                                | • Гарольд Пинтер — «Измена» (по одноимённой пьесе автора)                                                                |
| Лучший адаптированный сценарий    | Джеймс Л. Брукс                                                                | • Рональд Харвуд — «Костюмер» (по одноимённой пьесе автора)                                                              |
| Лучший адаптированный сценарий    | Джеймс Л. Брукс                                                                | • Уилли Расселл — «Воспитание Риты» (по одноимённой пьесе автора)                                                        |
| Лучший адаптированный сценарий    | Джеймс Л. Брукс                                                                | • Джулиус Джей Эпстейн — «Рубен, Рубен» (по пьесе Германа Шумлина «Spoonford» и роману Питера де Фриза «Reuben, Reuben») |
| Лучший фильм на иностранном языке | ★ Фанни и Александр / Fanny och Alexander (Швеция) реж. Ингмар Бергман         | ★ Фанни и Александр / Fanny och Alexander (Швеция) реж. Ингмар Бергман                                                   |
| Лучший фильм на иностранном языке | • Кармен / Carmen (Испания) реж. Карлос Саура                                  | |
| Лучший фильм на иностранном языке | • Любовь с первого взгляда / Coup de foudre (Франция) реж. Диана Кюри          | |
| Лучший фильм на иностранном языке | • Забастовка / Jób lázadása (Венгрия) реж. Имре Дьёндьёшши, Барна Кабай        | |
| Лучший фильм на иностранном языке | • Бал / Le Bal (Алжир) реж. Этторе Скола                                       | |

### Другие категории
| Категории                                                 | Лауреаты и номинанты | Лауреаты и номинанты                                                                                    |
| --------------------------------------------------------- | --- | --- |
| Лучшая музыка: Оригинальный саундтрек                     | | ★ Билл Конти — «Парни что надо»                                                                         |
| Лучшая музыка: Оригинальный саундтрек                     | • Леонард Розенман — «Кросс-Крик» | |
| Лучшая музыка: Оригинальный саундтрек                     | • Майкл Гор — «Язык нежности» | |
| Лучшая музыка: Оригинальный саундтрек                     | • Джерри Голдсмит — «Под огнём» | |
| Лучшая музыка: Оригинальный саундтрек                     | • Джон Уильямс — «Звёздные войны. Эпизод VI: Возвращение джедая»                                                                                        | |
| Лучшая музыка: Запись песен к фильму, адаптация партитуры | ★ Мишель Легран, Алан Бергман и Мэрилин Бергман (запись песен) — «Йентл»                                                                                | ★ Мишель Легран, Алан Бергман и Мэрилин Бергман (запись песен) — «Йентл»                                |
| Лучшая музыка: Запись песен к фильму, адаптация партитуры | • Лало Шифрин (адаптация партитуры) — «Афера 2» | |
| Лучшая музыка: Запись песен к фильму, адаптация партитуры | • Элмер Бернстайн (адаптация партитуры) — «Поменяться местами»                                                                                          | |
| Лучшая песня к фильму                                     | ★ Flashdance… What a Feeling — «Танец-вспышка» — музыка: Джорджо Мородер, слова: Кит Форси и Айрин Кара                                                 | ★ Flashdance… What a Feeling — «Танец-вспышка» — музыка: Джорджо Мородер, слова: Кит Форси и Айрин Кара |
| Лучшая песня к фильму                                     | • Maniac — «Танец-вспышка» — музыка и слова: Майкл Сембелло и Деннис Маткоски                                                                           | |
| Лучшая песня к фильму                                     | • Over You — «Нежное милосердие» — музыка и слова: Остин Робертс и Бобби Харт                                                                           | |
| Лучшая песня к фильму                                     | • Papa, Can You Hear Me? — «Йентл» — музыка: Мишель Легран, слова: Алан Бергман и Мэрилин Бергман                                                       | |
| Лучшая песня к фильму                                     | • The Way He Makes Me Feel — «Йентл» — музыка: Мишель Легран, слова: Алан Бергман и Мэрилин Бергман                                                     | |
| Лучший монтаж                                             | ★ Гленн Фарр, Лиза Фручтман, Стивен А. Роттер, Дуглас Стюарт, Том Рольф — «Парни что надо»                                                              | ★ Гленн Фарр, Лиза Фручтман, Стивен А. Роттер, Дуглас Стюарт, Том Рольф — «Парни что надо»              |
| Лучший монтаж                                             | • Фрэнк Моррисс, Эдвард М. Абромс — «Голубой гром» | |
| Лучший монтаж                                             | • Бад С. Смит, Уолт Малконери — «Танец-вспышка» | |
| Лучший монтаж                                             | • Сэм О’Стин — «Силквуд» | |
| Лучший монтаж                                             | • Ричард Маркс — «Язык нежности» | |
| Лучшая операторская работа                                | ★ Свен Нюквист — «Фанни и Александр» | ★ Свен Нюквист — «Фанни и Александр»                                                                    |
| Лучшая операторская работа                                | • Дональд Питерман — «Танец-вспышка» | |
| Лучшая операторская работа                                | • Калеб Дешанель — «Парни что надо» | |
| Лучшая операторская работа                                | • Уильям Э. Фрейкер — «Военные игры» | |
| Лучшая операторская работа                                | • Гордон Уиллис — «Зелиг» | |
| Лучшая работа художника                                   | ★ Анна Асп — «Фанни и Александр» | ★ Анна Асп — «Фанни и Александр»                                                                        |
| Лучшая работа художника                                   | • Норман Рейнольдс, Фред Хоул, Джеймс Л. Шоппе (постановщики), Майкл Форд (декоратор) — «Звёздные войны. Эпизод VI: Возвращение джедая»                 | |
| Лучшая работа художника                                   | • Джеффри Керклэнд, Ричард Лоуренс, В. Стюарт Кэмпбелл, Питер Р. Ромеро (постановщики), Джим Пойнтер, Джордж Р. Нельсон (декораторы) — «Парни что надо» | |
| Лучшая работа художника                                   | • Полли Плэтт, Харольд Микелсон (постановщики), Том Педиго, Энтони Монделл (декораторы) — «Язык нежности»                                               | |
| Лучшая работа художника                                   | • Рой Уолкер, Лесли Томкинс (постановщики), Тесса Дейвис (декоратор) — «Йентл»                                                                          | |
| Лучший дизайн костюмов                                    | ★ Марик Вос-Лунд — «Фанни и Александр» | ★ Марик Вос-Лунд — «Фанни и Александр»                                                                  |
| Лучший дизайн костюмов                                    | • Джо И. Томпкинс — «Кросс-Крик» | |
| Лучший дизайн костюмов                                    | • Уильям Уэр Тэйсс — «Сердце, как колесо» | |
| Лучший дизайн костюмов                                    | • Энн-Мари Маршан — «Возвращение Мартина Герра» | |
| Лучший дизайн костюмов                                    | • Санто Локосто — «Зелиг» | |
| Лучший звук                                               | ★ Марк Бергер, Томас Скотт, Рэнди Том, Дэвид МакМиллан — «Парни что надо»                                                                               | ★ Марк Бергер, Томас Скотт, Рэнди Том, Дэвид МакМиллан — «Парни что надо»                               |
| Лучший звук                                               | • Алан Сплет, Тодд Бёкельхейд, Рэнди Том, Дэвид Паркер — «Не зови волков»                                                                               | |
| Лучший звук                                               | • Бен Бёртт, Гэри Саммерс, Рэнди Том, Тони Доу — «Звёздные войны. Эпизод VI: Возвращение джедая»                                                        | |
| Лучший звук                                               | • Дональд О. Митчелл, Рик Клайн, Кевин О’Коннелл, Джеймс Р. Александр — «Язык нежности»                                                                 | |
| Лучший звук                                               | • Майкл Дж. Кохут, Carlos Delarios, Аарон Рочин, Уилли Д. Бёртон — «Военные игры»                                                                       | |
| Лучший монтаж звуковых эффектов                           | ★ Джей Бёкельхейд — «Парни что надо» | ★ Джей Бёкельхейд — «Парни что надо»                                                                    |
| Лучший монтаж звуковых эффектов                           | • Бен Бёртт — «Звёздные войны. Эпизод VI: Возвращение джедая»                                                                                           | |
| Лучший документальный полнометражный фильм                | ★ Он научил меня чувствовать танец / He Makes Me Feel Like Dancin' (продюсер: Эмиль Ардолино)                                                           | ★ Он научил меня чувствовать танец / He Makes Me Feel Like Dancin' (продюсер: Эмиль Ардолино)           |
| Лучший документальный полнометражный фильм                | • Дети тьмы / Children of Darkness (продюсеры: Ричард Котук и Ара Чекмаян)                                                                              | |
| Лучший документальный полнометражный фильм                | • Первый контакт / First Contact (продюсеры: Боб Коннолли и Робин Андерсон)                                                                             | |
| Лучший документальный полнометражный фильм                | • Профессиональный оружейник / The Profession of Arms (продюсеры: Майкл Брайанс и Тина Вилджоен)                                                        | |
| Лучший документальный полнометражный фильм                | • Видимость красного (фильм, 1983) / Seeing Red (продюсеры: Джим Клейн и Джулия Ричерт)                                                                 | |
| Лучший документальный короткометражный фильм              | ★ Фламенко в 5:15 / Flamenco at 5:15 (продюсеры: Синтия Скотт и Адам Симански)                                                                          | ★ Фламенко в 5:15 / Flamenco at 5:15 (продюсеры: Синтия Скотт и Адам Симански)                          |
| Лучший документальный короткометражный фильм              | • В ядерной тени: Что могут дети нам рассказать? / In the Nuclear Shadow: What Can the Children Tell Us? (продюсеры: Вивьен Вердон-Роу и Эрик Тирманн)  | |
| Лучший документальный короткометражный фильм              | • Швея / Sewing Woman (продюсер: Артур Донг) | |
| Лучший документальный короткометражный фильм              | • Космос: Архитектура Пола Рудольфа / Spaces: The Architecture of Paul Rudolph (продюсер: Боб Эйзенхардт)                                               | |
| Лучший документальный короткометражный фильм              | • Ты свободен / Ihr zent frei (продюсеры: Дея Брокман и Илен Ландис)                                                                                    | |
| Лучший игровой короткометражный фильм                     | ★ Мальчики и девочки / Boys and Girls (продюсер: Дженис Л. Платт)                                                                                       | ★ Мальчики и девочки / Boys and Girls (продюсер: Дженис Л. Платт)                                       |
| Лучший игровой короткометражный фильм                     | • Два хороших ботинка / Goodie-Two-Shoes (продюсер: Иан Эмес)                                                                                           | |
| Лучший игровой короткометражный фильм                     | • Ночная сенсация / Overnight Sensation (продюсер: Джон Н. Блум)                                                                                        | |
| Лучший анимационный короткометражный фильм                | ★ Воскресенье в Нью-Йорке / Sundae in New York (продюсер: Джимми Пикер)                                                                                 | ★ Воскресенье в Нью-Йорке / Sundae in New York (продюсер: Джимми Пикер)                                 |
| Лучший анимационный короткометражный фильм                | • Рождественская история Микки / Mickey’s Christmas Carol (продюсер: Барни Мэттинсон)                                                                   | |
| Лучший анимационный короткометражный фильм                | • Звук солнца — звук дождя / Sound of Sunshine — Sound of Rain (продюсер: Эда Годель Холлинен)                                                          | |

### Специальные награды
| Награда                                                         | Лауреаты |
| --------------------------------------------------------------- | --- |
| Премия за особые достижения                                     | ★ Ричард Эдланд, Деннис Мьюрен, Кен Ралстон, Фил Типпетт — «Звёздные войны. Эпизод VI: Возвращение джедая» — за визуальные эффекты                                                                              |
| Премия за выдающиеся заслуги в кинематографе (Почётный «Оскар») | ★ Хэл Роуч — старейшему продюсеру, в знак признания его неповторимого вклада в эстетику кинозрелища. (in recognition of his unparalleled record of distinguished contributions to the motion picture art form.) |
| Награда имени Джина Хершолта                                    | ★ М. Дж. Франкович |
| Награда имени Гордона Сойера                                    | ★ Джон Г. Фрейн |

## Научно-технические награды
| Категории                        | Лауреаты |
| -------------------------------- | --- |
| Academy Award of Merit           | • Курт Ларч (OSRAM GmbH) — за исследования и разработку ксеноновых дуговых разрядных ламп для кинопроекции. |
| Scientific and Engineering Award | • Джонатан Эрланд, Роджер Дорни (Apogee, Inc.) — за проектирование и разработку обратного матового процесса синего экрана для фотосъемки со спецэффектами.                                                               |
| Scientific and Engineering Award | • Джерри Турпин (Lightflex International Ltd.) — за дизайн, проектирование и разработку накамерного устройства, обеспечивающего контроль контраста, заполняющий свет без источника и специальные эффекты для киносъемки. |
| Scientific and Engineering Award | • Гуннар П. Михельсон — за проектирование и разработку усовершенствованного электронного высокоскоростного прецизионного светового клапана для использования в машинах для печати кинофильмов.                           |
| Technical Achievement Award      | • Уильям Г. Крокауггер (компания Mole-Richardson) — за проектирование и разработку портативного диммера мощностью 12 000 Вт для использования в кинопроизводстве.                                                        |
| Technical Achievement Award      | • Чарльз Л. Уотсон, Ларри Л. Лангрер, Джон Х. Штайнер — за разработки фейдера BHP (электромеханического) для использования в контактных принтерах непрерывного движения.                                                 |
| Technical Achievement Award      | • Элизабет Д. Де Ла Мар (De La Mare Engineering, Inc.) — за прогрессивное развитие и непрерывные исследования пиротехники со спецэффектами, первоначально разработанной Гленном В. Де Ла Маре для кинопроизводства.      |
| Technical Achievement Award      | • Дуглас Фрайс, Джон Лейси, Майкл Сикрис — за проектирование и разработку системы преобразования 35-мм зеркальных камер для фотосъемки со спецэффектами.                                                                 |
| Technical Achievement Award      | • Джек Кашин (Ultra-Stereo Labs, Inc.) — за проектирование и разработку 4-канальной стереофонической системы декодирования для воспроизведения звуковой дорожки оптического кинофильма.                                  |
| Technical Achievement Award      | • Дэвид Дж. Дегенколб — за проектирование и разработку автоматизированного устройства, используемого в процессе извлечения серебра в кинолабораториях.                                                                   |